# Савиновское сельское поселение
Савиновское сельское поселение — муниципальное образование в составе Уржумского района Кировской области России.
Центр — деревня Савиново.

## История
Савиновское сельское поселение образовано 1 января 2006 года согласно Закону Кировской области от 07.12.2004 № 284-ЗО.

## Население
| 2010 | 2011 | 2012 | 2013 | 2014 | 2015 | 2016 |
| ---- | ---- | ---- | ---- | ---- | ---- | ---- |
| 479  | →479 | ↘445 | ↘439 | ↘403 | ↘386 | ↘373 |
| 2017 | 2018 | 2019 | 2020 | 2021 |      |      |
| ↘369 | ↘358 | ↘339 | ↘321 | ↘273 |      |      |

## Состав
| № | Населённый пункт | Тип населённого пункта          | Население |
| - | ---------------- | ------------------------------- | --------- |
| 1 | Савиново         | деревня, административный центр | 242       |
| 2 | Актыгашево       | деревня                         | 84        |
| 3 | Деяново          | деревня                         | 1         |
| 4 | Никитино         | деревня                         | 54        |
| 5 | Нолишки          | деревня                         | 86        |
| 6 | Уланово          | деревня                         | 12        |